# Bootstrap (фреймворк)
Bootstrap (также известен как Twitter Bootstrap) — популярный фреймворк для создания сайтов и веб-приложений с открытым исходным кодом. Включает в себя HTML- и CSS-шаблоны оформления для типографики, веб-форм, кнопок, меток, блоков навигации и прочих компонентов веб-интерфейса, включая JavaScript-расширения.
Bootstrap использует современные наработки в области CSS, JavaScript и HTML, поэтому использование данного инструмента не всегда может быть правильным решением при использовании старых браузеров.
Bootstrap является одним из самых популярных проектов на GitHub: у него около 170 тысяч звёзд

## История
Bootstrap начала разрабатываться как внутренняя библиотека компании Twitter под названием Twitter Blueprint. После нескольких месяцев разработки он был открыт под названием Bootstrap 19 августа 2011 года.
Основными нововведениями второй версии, появившейся 31 января 2012 года, стали 12-колоночная сетка и поддержка адаптивности. С этого момента фреймворк позволяет создавать страницы, которые подстраиваются под ширину экрана.
Третья версия была выпущена 19 августа 2013 года. В ней адаптивность получила дальнейшее развитие, был осуществлён переход к концепции mobile first, оптимизации прежде всего под мобильные устройства. Дизайн по умолчанию теперь стал плоским.
Работа над четвёртой версией начата 29 октября 2014 года. Альфа-версия вышла 19 августа 2015 года. Первая бета-версия выпущена 10 августа 2017 года. Вторая бета-версия выпущена 19 октября 2017. 18 января 2018 года выпущена первая стабильная версия Bootstrap 4.
5 мая 2021 года увидел свет Bootstrap 5.

## Основные инструменты
Bootstrap представляет из себя набор файлов, подключив которые к странице, можно настроить её дизайн. Оформление проекта при этом будет типизированным, но скорость и простота разработки повысится. На практике можно использовать только некоторые классы и компоненты фреймворка, повышая гибкость дизайна.
Основными инструментами Bootstrap являются:
- Сетки — заранее заданные размеры колонок, которые можно сразу использовать. Например, ширина колонки 140 px относится к классу .span2 (.col-md-2 в третьей версии фреймворка), который можно использовать в CSS-описании документа.
- Шаблоны — фиксированный или резиновый шаблон документа.
- Типографика — инструмент описания шрифтов, определение некоторых классов для шрифтов, таких как код, цитаты и т. п.
- Медиа — инструмент, предоставляющий некоторое управление изображениями и видео.
- Таблицы — средства оформления таблиц, вплоть до добавления функциональности сортировки.
- Формы — некоторые классы для оформления форм и некоторых событий, происходящих с ними.
- Навигация — некоторые классы оформления для панелей, вкладок, перехода по страницам, меню и панели инструментов.
- Алерты — инструмент оформления диалоговых окон, подсказок и всплывающих окон.

## Bootstrap 4
29 октября 2014 года Марк Отто объявил, что Bootstrap 4 находится в разработке. 6 сентября 2016 года Марк приостановил работу над Bootstrap 3, чтобы высвободить время для работы над Bootstrap 4. На текущий момент было внесено более 4000 изменений к базовому коду Bootstrap 4. Первая стабильная версия вышла 18 января 2018 года.
Bootstrap 4 — это почти полностью переписанный Bootstrap 3. Перечень самых значительных изменений:
- Веб шрифты по умолчанию (Helvetica Neue, Helvetica, Arial) интегрированы в Bootstrap 4 и заменены набором исходных шрифтов для оптимальной отрисовки текста на любом устройстве под любой ОС.
- Переход от использования Less к Sass.
- Не поддерживаются IE8, IE9 и iOS 6.
- Добавлена поддержка Flexbox, а затем отключена поддержка non flexbox.
- Смена основной единицы измерения с px на rem.
- Увеличенный глобальный размер шрифта с 14px до 16px.
- Новый компонент «карточка», обобщающий панели и другие компоненты.
- Удалён шрифт значков Glyphicons.
- Удалены компоненты пейджера.
- Переписаны почти все компоненты, плагины jQuery и документация.

## Bootstrap 5
Bootstrap 5 был официально выпущен 5 мая 2021 года.
Основные изменения включают:
- Новый компонент меню offcanvas.
- Удаление зависимости от jQuery в пользу ванильного JavaScript.
- Переписывание сетки для поддержки адаптивных желобов и столбцов, размещённых за пределами строк.
- Перенос документации с Jekyll на Hugo.
- Прекращение поддержки Internet Explorer[22].
- Перенос инфраструктуры тестирования с QUnit на Jasmine.
- Добавление собственного набора иконок SVG.
- Добавление пользовательских свойств CSS.
- Улучшенный API.
- Усовершенствованная система сетки.
- Улучшенная настройка документов.
- Обновлённые формы.
- RTL-поддержка.

### Книги
- Jake Spurlock. Bootstrap. Responsive Web-Development. — O'Reilly, 2013. — 128 с. — ISBN 978-1-4493-4460-3.
- David Cochran, Ian Whitley. Bootstrap Site Blueprints. — Packt, 2014. — 304 с. — ISBN 978-1-78216-453-1.
- Matt Lambert. Bootstrap Site Blueprints. Volume II. — Packt, 2016. — 328 с. — ISBN 978-1-78528-109-9.
- Syed Fazle Rahman. Jump Start Bootstrap. — SitePoint, 2014. — 150 с. — ISBN 978-0-9922794-3-1.
- Aravind Shenoy. Learning Bootstrap. — Packt, 2014. — 204 с. — ISBN 978-1-78216-185-1.
- Alexandre Magno. Mobile-First Bootstrap. — Packt, 2013. — 92 с. — ISBN 978-1-78328-579-2.
- Peter Shaw. Twitter Bootstrap Succinctly. — Syncfusion, Inc., 2014. — 114 с.
- Peter Shaw. Twitter Bootstrap 3 Succinctly. — Syncfusion, Inc, 2014. — 110 с.
- David Cochran. Twitter Bootstrap Web Development How-To. — Packt[англ.], 2012. — 68 с. — ISBN 978-1-84951-883-3.

### Статьи и обзоры
- Уче Огбуйи (Uche Ogbuji). Быстрая разработка Web-сайтов и Web-приложений с помощью Bootstrap. IBM DeweloperWorks (29 ноября 2013).
- Serdar Yegulalp. Review: Free mobile-friendly Web design frameworks. Twitter Bootstrap, HTML5 Boilerplate, 52Framework, and 320 and Up take the sting out of building websites for both large and small screens. InfoWorld (12 сентября 2012).